# El Tablón, Chihuahua
El Tablón är en ort i Mexiko.   Den ligger i kommunen Morelos och delstaten Chihuahua, i den nordvästra delen av landet, 1 200 km nordväst om huvudstaden Mexico City. El Tablón ligger 1 704 meter över havet och antalet invånare är 394.
Terrängen runt El Tablón är varierad. Runt El Tablón är det mycket glesbefolkat, med 6 invånare per kvadratkilometer. El Tablón är det största samhället i trakten. I omgivningarna runt El Tablón växer huvudsakligen savannskog.